# Београдске општинске новине
Београдске општинске новине су службене новине града Београда излазиле у периоду од 1882. године до 1929. године, након чега излазе под новим насловом Општинске новине, као службени орган Општине града.

## О новинама
Београдске општинске новине су лист који је као званични орган општинске управе у Београду излазио једанпут недељно од 1882. године.

## Тематика
Овај лист је у периоду од 1882. до 1913. године објављивао научне расправе и књижевне прилоге. Од првог броја 1928. године лист објављује само проблеме из области општинске управе, а као прилог је излазио реглед историје Београда од Тодора Стефановића Виловског. Касније 1928. године, од бр. 46 лист је илустрован фотографијама.
Рат је прекинуо излажење овог листа 22. децембра 1913. године, али се оно наставља 1. јануара 1928. године. 1929. године новине су обновљене под насловом „Општинске новине".

## Издања
Упоредо са Београдским општинским новинама излазили су часопис и новине под истим насловом од 1932 до 1941. године. Од 1882. до 1885. године овај лист је излазио под насловом Новине Београдске општине. Објављиван је једанпут недељно; два пута месечно 1929. године и од 1932. сваког четвртка. Од 1886. наслов је „Београдске општинске новине".
Према бр. 1 (1928) први број Београдских општинских новина изашао је 21. марта 1882. године 
Додатак имају бројеви: 1,4,6,11,14,16-18,21,26,28,38 (1887); 6-14 и 52 (1894);13 (1898); 33 (1909).
Формат новина је 1887. године од бр.1 32 cm; а od 1890. године 40 cm.

## Уредници
Главни и одговорни уредник од прве године излажења, броја 1, Год. 1, 1882. године био је Драгољуб К. Стојиљковић. А затим су уредници били и Спаса Хаџи Ристић, Урош Кузмановић, Миша Јовановић, Мих. И. Марјановић, Војислав Милошевић, Димитрије Ј. Јанковић, Сава Д. Мијалковић, Драгомир Атанасијевић, Љубомир Ђукић, Драгић Јоксимовић и Б. Окановић. 
Од 1929. под насловом „Општинске новине", уредници су били Слободан Видаковић, а касније Ђура Бањац.